# Венера Мазарини
Венера Мазарини — мраморная скульптура Венеры, датируемая между первым и вторым веком, римская копия с эллинистической скульптуры одной из работ греческого скульптора Праксителя.

## История и описание

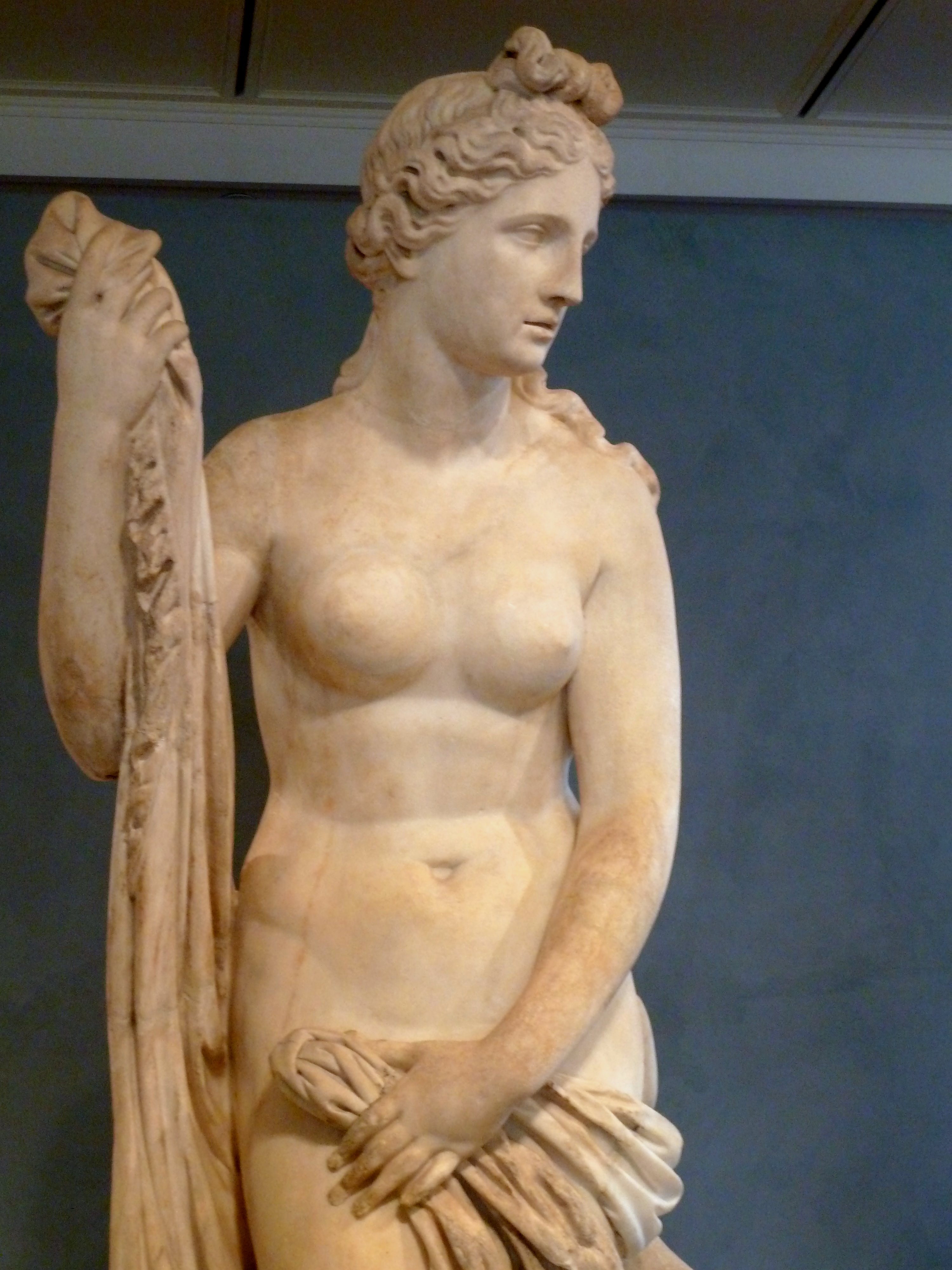
Вид вблизи

Была найдена в Риме в 1509 году. Некоторыми искусствоведами считается, что эта статуя принадлежала кардиналу Мазарини и поэтому до сих пор известна под названием «Венера Мазарини» Статуя богини неоднократно реставрировалась, особенно некоторые части её тела, ткани и дельфин. Голова, вероятно, принадлежала другой древней статуе..
Находится в постоянной коллекции в американском музее Поля Гетти (инвентарный номер 54.AA.11), высота скульптуры составляет 184 см.
Является одной из немногих античных скульптур Венеры/Афродиты находящихся на территории США.
На скульптуре богиню сопровождает дельфин, один из её атрибутов, существо, которое помогло ей выйти из бездны моря. Венера стоит обнажённой, опираясь на левую ногу; в её правой руке находится кусок ткани, который закрывает её со спины и, оканчиваясь в левой руке, прикрывает её часть тела ниже пояса. Волосы на голове уложены в причёску с опускающимися на плечи локонами.
Провенанс:
- скульптура обнаружена в Риме в 1509 году;
- с неизвестного года по 1786 год находилась в Париже собственности французского банкира при дворе короля Людовика XV Николя Божона[фр.];
- с 1855 по 1901 год была собственностью сэра Фрэнсиса Кука, 1-го баронета, 1-го виконта Монтсеррат[англ.];
- с 1901 по 1901 год — собственность сэра Фредерика Лукаса Кука, 2-го баронета, 2-го виконта Монтсеррат[англ.];
- с 1920 по 1939 год — собственность сэра Герберта Фредерика Кука, 3-го баронета, 3-го виконта Монтсеррат[англ.];
- с 1939 по 1947 год — собственность сэра Фрэнсиса Фердинанда Кука, 4-го баронета, 4-го виконта Монтсеррат[англ.];
- в 1947—1948 годах скульптура находилась в собственности лондонской компании Spink & Son, Ltd.[англ.];
- с 1948 года была в частной коллекции во Франции;
- с 1954 года — в собственности арт-дилера и коллекционера Николаса Кутулакиса (Nicolas Koutoulakis[3]), который продал её в Музей Поля Гетти в 1954 году.